# Olijfgroene ibis
De olijfgroene ibis (Bostrychia olivacea) is een vogel uit de familie Threskiornithidae (Ibissen en lepelaars).

## Verspreiding en leefgebied
Deze soort komt voor westelijk, centraal en oostelijk Afrika en telt vier ondersoorten:
- Bostrychia olivacea olivacea: Sierra Leone, Liberia en Ivoorkust.
- Bostrychia olivacea cupreipennis: van zuidelijk Kameroen tot Congo-Kinshasa.
- Bostrychia olivacea rothschildi: Principe (Golf van Guinee).
- Bostrychia olivacea akeleyorum: Kenia en Tanzania.

## Status
De grootte van de populatie is in 2006 geschat op 3000 tot 45.000 volwassen vogels. Op de Rode lijst van de IUCN heeft deze soort de status niet bedreigd.